# Ой, питалася княжа корона
«Ой, питалася княжа корона» или «Гой, питалася княжа корона» — украинская авторская колядка; один из примеров обрядового пения, которые традиционно исполняются украинцами в зимние праздники от Рождества до Крещения. 

## Описание
Колядка «Ой, питалася княжа корона» — совокупность народных слов и музыки композитора Анны Гаврилец.
Репертуар
Данная песня есть в репертуаре Хора мальчиков и юношей государственной академической хоровой капеллы Украины им. Л. Ревуцкого, львовского октета Орфей, заслуженной хоровой капеллы Боян им. Евгена Вахняка.
Альбомы
Песня присутствует в альбоме рождественского песнопения С нами Бог! (выпущен компакт-диск) под номером 17, альбоме Золотий камінь посіємо (выпущен компакт-диск) (исполнитель — Нина Матвиенко), альбоме Український свят вечір (Ukrainian Christmas Eve) (выпущен компакт-диск) под номером 7 (англ. The Royal Crown) (камерного хора Киев).

## Текст
Ой, питалася княжа корона, 
 Чи є в державі такая жона, 
 Такая жона, як наша панна, 
 Як наша панна — вельможна краля!
(последние две строки — дважды)
 Ой, а в її дворі щодень собори,
 Державовладдя три ради радять.
 Ой, перша рада за виногради: 
 Де їх садити, вина мостити? 
 Другу радочку — за колядочку: 
 Чим їх приймати, обдарувати? 
 А третю раду — за її чада, 
 Як їх сдружати й навчати. 
 Синів оженю з царівночками, 
 А дочок віддам державним панам, 
 А дочок віддам державним панам, 
 А на сім слові будьмо здорові! 
 Будьмо здорові! Будьмо здорові!